# Open Fire
Open Fire – polski zespół muzyczny wykonujący heavy metal. Powstał w 1985 roku we Wrocławiu. Jedyny album formacji zatytułowany Lwy Ognia, a zarejestrowany w 1987 roku ukazał się dopiero 21 stycznia 2013 roku (premiera handlowa) za sprawą reaktywowanego Klubu Płytowego Razem. W 1990 roku zespół został rozwiązany. Niemiecki zespół heavymetalowy Metal Inquisitor nagrał interpretację utworu Open Fire pt. "Twardy jak skała". W listopadzie 2019 roku, po prawie 30-tu latach przerwy, zespół oficjalnie się reaktywował.

## Historia
Grupa Open Fire powstała w listopadzie 1985 roku we Wrocławiu. W skład zespołu weszli: Mariusz Sobiela (wokal), Maciej Różycki (gitara), Edmund Musser (gitara), Krzysztof Majdziak (gitara basowa) oraz Bronisław Musser (perkusja). W czerwcu 1986 roku muzycy zarejestrowali kasetę demo zatytułowaną Open Fire. Kompozycje zostały zarejestrowane pod patronatem Dzielnicowego Domu Kultury Wrocław - Krzyki w studiu Akademickiego Radia "Wrocław". Wkrótce grupa dała pierwszy koncert poprzedzając zespół Kat. Pod koniec roku Open Fire wziął udział w eliminacjach do festiwalu Metalmania '87. Grupa została zakwalifikowana do występu w drugim dniu imprezy.
Na początku 1987 roku zespół opuścili bracia Musserowie, w ich miejsce dołączyli gitarzysta Janusz Kowalczyk i perkusista Wojciech Zabiłowicz. W międzyczasie kwintet został wyróżniony przez słuchaczy audycji heavymetalowej Muzyka Młodych emitowanej na antenie PR 2 Polskiego Radia. W marcu 1987 roku zespół zarejestrował drugie demo pt. Lwy Ognia. Natomiast w kwietniu Open Fire wystąpił na Metalmanii. Następnie w warszawskim Izabelin Studio grupa nagrała materiał na debiutancki album. Wydanie płyty początkowo zaplanowała wytwórnia Klub Płytowy Razem, jednakże z nieznanych przyczyn płyta nigdy się nie ukazała. Pod koniec roku skład opuścili Różycki, Kowalczyk i Majdziak. Nowymi członkami grupy zostali gitarzyści Robert Borowiecki i Maciej Godzik oraz basista Grzegorz Zarzycki. Na początku 1989 roku grupa nagrała trzecie demo. Tego samego roku muzycy wystąpili ponownie na festiwalu Metalmania. Na początku 1990 roku grupa została rozwiązana. W latach późniejszych Mariusz Sobiela bezskutecznie próbował wznowić działalność Open Fire.

## Dyskografia
- Open Fire (1986, demo, wydanie własne)
- Lwy Ognia (1988, demo, wydanie własne)
- Lwy Ognia (1988, album, wydanie własne, nie został nigdy oficjalnie wydany)
- Metalmania ’87 (1988, Metal Mind Productions, split z Stos)
- Live in Jaworzyna (1989, demo, wydanie własne)
- Lwy ognia (2013, Klub Płytowy Razem, RCD 004)